# يان شنايدر
يان شنايدر (19 يناير 1986 في فرنسا - ) (بالفرنسية: Yann Schneider)‏ هو لاعب كرة قدم فرنسي في مركز الدفاع. شارك مع منتخب فرنسا تحت 18 سنة لكرة القدم ومنتخب فرنسا تحت 19 سنة لكرة القدم ومنتخب فرنسا تحت 20 سنة لكرة القدم. أما مع النوادي، فقد لعب مع نادي ستراسبورغ وUS Sarre-Union ‏ وSportfreunde Siegen ‏.

## وصلات خارجية
- يان شنايدر على موقع قاعدة بيانات كرة القدم.إي يو (الإنجليزية)
- يان شنايدر على موقع Soccerway.com (الإنجليزية)